# Dalbeattie
Dalbeattie (Dail Bheithe en gaélique écossais (gd) ; Dawbeattie en scots (sco)) est une ville écossaise du council area de Dumfries and Galloway et de la région de lieutenance et ancien comté du Kirkcudbrightshire. Elle est célèbre pour ses carrières de granite, et est également la ville natale de William McMaster Murdoch, premier officier du Titanic.